# برهان‌الدین حلبی
ابوالوفاء، ابراهیم طرابلسی لقب‌گرفته به برهان‌الدین و شهرت‌یافته به برهان‌الدین حلبی همچنین سِبط ابن العَجَمی (۱۳۵۲–۱۴۳۸م) (نسب: ابراهیم بن محمد بن خلیل) محدث و فقیه شافعی شامی حلبی بود. در روزگارش، تیمورلنگ به شام حملاتی داشت. برهان‌الدین به دمشق، فلسطین مصر و حجاز سفرهایی برای فراگیری از علما داشت.

## آثار
- نور النبراس علی سیرة ابن سید الناس،
- نقد النقصان فی معیار المیزان،
- التبیین لأسماء المدلسین،
- تذکرة الطالب المعلم بمن یقان إنه مخضرم،
- الاغتباط بمن رمی الاختلاط،
- المقتفی فی ضبط ألفاظ الشفا،
- بلّ الهمیان فی معیار المیزان،
- نهایة السول فی رواة الستة الأصول،
- تعلیق علی سنن ابن ماجه،
- التلقیح،
- مختصر الغوامض و المبهمات.